# 故訓匯纂
《故训汇纂》是一部训诂学词典，由武汉大学古籍所编写，主编为宗福邦、陈世铙、萧海波，商务印书馆出版。
词典主要以《经籍籑诂》为基础修讹扩编而成，汇集了中国从先秦至晚清各时代文献中的注释材料，引用古籍228种，引据训诂资料约50万条，篇幅约1300万字。
另有故训汇纂（两卷本），ISBN 7-100-04734-X，2007年9月1日出版